# Strmendolac
Strmendolac falu Horvátországban Split-Dalmácia megyében. Közigazgatásilag Triljhez tartozik. 

## Fekvése
Splittől légvonalban 27, közúton 42 km-re északkeletre, Sinjtől légvonalban 15, közúton 17 km-re délkeletre, községközpontjától 4 km-re délkeletre a dalmát Zagora területén, a Kamešnica-hegység és a Cetina szurdokvölgye közötti erdőktől körülölelt, meredek falú patakvölgyekkel szabdalt kis karsztmezőn fekszik. Közúton egyaránt megközelíthető Trilj, Čaporice és Ugljane felől.

## Története
A török a 16. század elején szállta meg ezt a területet és uralma közel kétszáz évig tartott. A Kamešnica környéki falvakat a velencei uralom első éveiben 1691 után telepítették be Hercegovinából érkezett keresztény lakossággal. Az 1699-es karlócai béke értelmében török kézen maradt. Az 1718-ban megkötött pozsareváci béke azonban az új határt már a Kamešnica-hegységnél húzta meg, így a település végleg felszabadult. Az egyházi átszervezés során 1732-ben az újonnan alapított ugljanei plébánia része lett. A velencei uralomnak 1797-ben vége szakadt és osztrák csapatok vonultak be Dalmáciába. 1806-ban az osztrákokat legyőző franciák uralma alá került, de Napóleon lipcsei veresége után 1813-ban újra az osztrákoké lett. A településnek 1857-ben 173, 1910-ben 225 lakosa volt. 1918-ban az új szerb-horvát-szlovén állam, majd később Jugoszlávia része lett. A háború után a szocialista Jugoszláviához került. 1991 óta a független Horvátországhoz tartozik. Az 1990-es évek óta lakossága folyamatosan csökkent. 2011-ben a településnek 181 lakosa volt.

## Lakosság
| Lakosság változása | Lakosság változása | Lakosság változása | Lakosság változása | Lakosság változása | Lakosság változása | Lakosság változása | Lakosság változása | Lakosság változása | Lakosság változása | Lakosság változása | Lakosság változása | Lakosság változása | Lakosság változása | Lakosság változása | Lakosság változása |
| ------------------ | ------------------ | ------------------ | ------------------ | ------------------ | ------------------ | ------------------ | ------------------ | ------------------ | ------------------ | ------------------ | ------------------ | ------------------ | ------------------ | ------------------ | ------------------ |
| 1857               | 1869               | 1880               | 1890               | 1900               | 1910               | 1921               | 1931               | 1948               | 1953               | 1961               | 1971               | 1981               | 1991               | 2001               | 2011               |
| 173                | 0                  | 127                | 232                | 232                | 225                | 0                  | 278                | 290                | 310                | 346                | 303                | 294                | 339                | 221                | 181                |

## Nevezetességei
Szent Miklós püspök tiszteletére szentelt római katolikus temploma 1767-ben épült, 1906-ban megújították. Kőből építették apszissal, harangtoronnyal, melyben egy harang található. Hosszúsága 9,  szélessége 3 és fél méter. Legutóbb 2002-ben renoválták. Az ugljanei plébánia filiája.